# Ельжбета Беньковська
Ельжбета Ева Беньковська (пол. Elżbieta Ewa Bieńkowska; нар. 4 лютого 1964, Катовиці, Польща) — польська політик, у 2007–2013 рр. — міністр регіонального розвитку, з 2013 р. — заступниця прем'єр-міністра і міністр з питань інфраструктури та розвитку. Член партії «Громадянська платформа». З кінця 2014 до 1 грудня 2019 — Європейський комісар з питань внутрішнього ринку та послуг, промисловості, підприємництва та малого і середнього бізнесу.

## Біографія
У 1989 р. закінчила факультет сходознавства Ягайлонського університету.
У 1996 р. закінчила Польську національну школу державного управління.
У 1998 р. закінчила аспірантуру Варшавської школи економіки.
У 1996–1998 рр. інспектор Департаменту економіки Катовиць.
У 1999 р. — представниця стратегії розвитку Ради Катовиць.
У 1999–2007 рр. — директор департаменту регіонального розвитку Сілезької Ради.
10 вересня 2014, Жан-Клод Юнкер оголосив про призначення Беньковської Європейським комісаром з внутрішнього ринку та послуг, промисловості, підприємництва та малого і середнього бізнесу (з 1 листопада 2014).

## Родина
Одружена, має трьох дітей.